# Siberische paardenspringmuis
De Siberische paardenspringmuis (Orientallactaga sibirica)  is een zoogdier uit de familie van de jerboa's (Dipodidae). De wetenschappelijke naam van de soort werd voor het eerst geldig gepubliceerd door Forster in 1778.